# The Pigeon Detectives
The Pigeon Detectives es una banda de indie rock de Rothwell, Leeds, Inglaterra que se formó en 2004.

## Historia
The Pigeon Detectives firmaron con el sello independiente Dance to the Radio con el que publicaron su álbum de debut, Wait for Me, que fue lanzado en CD, vinilo y versión de descarga digital el 28 de mayo de 2007. El álbum, grabado en el otoño de 2006, fue producido por Will Jackson y grabado en Leeds, ciudad natal de la banda.
El álbum se filtró a los sitios de descarga de música en internet el 11 de abril de 2007; nada más salir se posicionó directamente en el puesto # 3 del UK Top 40, alcanzando la condición de Oro poco después del lanzamiento. 
Ellos esperaban lanzar el segundo material en mayo del así que sería solo un año después de su primer trabajo.
Finalmente sacaron su segundo disco titulado Emergency en mayo de 2008 tan solo un año después del primero. En él, la banda muestra un trabajo más sobrio y fresco que le ha colocado rápidamente en los primeros lugares de las listas de ventas del Reino Unido.
Al terminar Emergency a finales de 2008 la banda se tomó un tiempo para volver con un nuevo disco titulado Up, Guards And At 'Em . 
Up, Guards And At 'Em fue grabado en Brooklyn, Nueva York con el productor Justin Gerrish en verano de 2010 y fue puesto a la venta el 4 de abril de 2011, con el primer sencillo Done In Secret. El álbum alcanzó el puesto número 30 en las listas de Reino Unido.
La banda inició un tour por Europa en febrero del 2012 para promover su álbum.
El 29 de abril de 2013 fue puesto a la venta su 4.º álbum de estudio We Met At Sea. El mismo fue grabado en su ciudad natal con los productores locales Matthew Peel and Andrew Hawkins en el Cottage Road Studios. Se tomaron el 2013 para recorrer el norte de Europa, Rusia y el Reino Unido, participando de varios festivales locales como el Belladrum Festival, Brownstock Festival, V festival '13 y el Kubana Festival en Rusia.

## Último trabajo
TV Show es el título del 6.º álbum de estudio de la banda, publicado el 7 de junio de 2023.

## Miembros
- Matt Bowman - (voz solista)
- Oliver Main - (guitarra principal)
- Ryan Wilson - (guitarra rítmica)
- Dave Best - (bajo)
- Jimmi Naylor - (batería)

## Antiguos miembros
- Paul Spooner - (2004) (Batería)

## Discografía

### Álbumes
- 2007: Wait for Me
- 2008: Emergency
- 2011: Up, Guards And At 'Em!
- 2013: We Met At Sea
- 2017: Broken Glances
- 2023: TV Show

### Sencillos
- You Know I Love You - 2006
- I Found Out - 2006
- Romantic Type - 2007
- I'm Not Sorry - 2007
- Take Her Back - 2007
- I Found Out (Re-Recorded) - 2007
- This is An Emergency - 2008
- Done In Secret - 2011
- Animal - 2013
- I Won't Come Back - 2013

## Trivia
Apariciones en videojuegos:
- La canción "I'm Not Sorry" en el videojuego Burnout Dominator desarrollado por Criterion Games y publicado por Electronic Arts
- La canción "I'm Not Sorry" en el videojuego Burnout Paradise y Burnout Paradise: The Ultimate Box desarrollado por Criterion Games y publicado por Electronic Arts